# Nyoma flavoapicalis
Nyoma flavoapicalis là một loài bọ cánh cứng trong họ Cerambycidae.